# No Need 2 Worry
「No Need 2 Worry」（ノー・ニード・トゥー・ウォーリー）は、YOKO Black. Stoneの2枚目のシングル。1998年4月1日にStyling RecordsからCDとしてリリースされた。

## 概要
- ミニアルバム『LONG FORE-PLAY』に表題曲の別バージョンが収録されたのち、ベストアルバム『THE ONE ABOUT ME』にオリジナルバージョンが収録された。
- B面にはデビューミニアルバム『's All Right』に収録されたジェヴェッタ・スティールのカバー「Calling you」のリミックスが2バージョン収録されている。またこの楽曲は後に12インチシングルとしてリリースされた。

## 収録曲
1. No Need 2 Worry
2. No Need 2 Worry (Radio Edit)
3. Calling U (Cool MIX)
4. Calling U (SAD MIX)